# 1900年パリオリンピックのスペイン選手団
1900年パリオリンピックのスペイン選手団（1900ねんパリオリンピックのスペインせんしゅだん）は、1900年5月14日から10月28日にかけてフランスの首都パリで開催された1900年パリオリンピックのスペイン選手団、およびその競技結果。

## 概要
今大会は金メダル1個、合計1個のメダルを獲得した。
唯一のメダルとなったバスクペロタでは、ホセ・デ・アメソラとフランシスコ・ビリョータの組がフランスチームを破り金メダルを獲得した。

## メダル
| メダル | 選手名                                      | 競技         | 種目 |
| ------ | ------------------------------------------- | ------------ | ---- |
| 金     | ホセ・デ・アメソラ フランシスコ・ビリョータ | バスクペロタ | 男子 |